# Nigeria en los Juegos Olímpicos de Sídney 2000
Nigeria estuvo representada en los Juegos Olímpicos de Sídney 2000 por un total de 83 deportistas que compitieron en 8 deportes.  
El portador de la bandera en la ceremonia de apertura fue el atleta Sunday Bada.

## Medallistas
El equipo olímpico nigeriano obtuvo las siguientes medallas:
| Nombre                                                  | Deporte      | Competición        |
| ------------------------------------------------------- | ------------ | ------------------ |
| Oro                                                     |              |                    |
| Clement Chukwu Jude Monye Sunday Bada Enefiok Udo-Obong | Atletismo    | 4 × 400 m M        |
| Plata                                                   |              |                    |
| Glory Alozie                                            | Atletismo    | 100 m con vallas F |
| Ruth Ogbeifo                                            | Halterofilia | 75 kg F            |
| Bronce                                                  |              |                    |
| —                                                       |              |                    |